# Vòng bảng AFC Champions League Two 2024–25
Vòng bảng AFC Champions League Two 2024–25 diễn ra từ ngày 17 tháng 9 đến ngày 5 tháng 12 năm 2024. Hai đội đứng đầu của mỗi bảng giành quyền vào vòng đấu loại trực tiếp.

## Bốc thăm
Buổi lễ bốc thăm vòng bảng được tổ chức vào ngày 16 tháng 8 năm 2024 tại InterContinental Kuala Lumpur tại Kuala Lumpur, Malaysia. 32 đội được bốc thăm thành 8 bảng 4 đội, chia làm 2 khu vực: Tây Á (các bảng A–D) và Đông Á (các bảng E–H). Với mỗi khu vực, các đội được xếp thành bốn nhóm hạt giống dựa trên bảng xếp hạng hiệp hội và hạt giống của họ trong hiệp hội. Các đội bóng thuộc cùng một hiệp hội sẽ không góp mặt trong cùng một bảng.
32 đội bóng góp mặt tại vòng bảng, bao gồm 27 đội bóng vào thẳng, 3 đội thua vòng play-off của AFC Champions League Elite 2024–25 và 2 đội thắng của vòng loại play-off.
| Khu vực | Bảng | Nhóm 1                 | Nhóm 2            | Nhóm 3            | Nhóm 4          |
| ------- | ---- | ---------------------- | ----------------- | ----------------- | --------------- |
| Tây Á   | A–D  | SepahanACLE            | Tractor           | Al-Hussein Irbid  | Al-Wehdat       |
| Tây Á   | A–D  | Shabab Al AhliACLE     | Sharjah           | Istiklol          | Ravshan Kulob   |
| Tây Á   | A–D  | Al Taawoun             | Nasaf             | Mohun Bagan SG    | Altyn AsyrPS    |
| Tây Á   | A–D  | Al-Wakrah              | Al-Quwa Al-Jawiya | Al-Khaldiya       | Al-KuwaitPS     |
|         |      |                        |                   |                   |                 |
| Đông Á  | E–H  | Bangkok UnitedACLE     | Port              | Lee Man           | Đông Phương     |
| Đông Á  | E–H  | Sanfrecce Hiroshima    | Sydney FC         | Kaya–Iloilo       | DH Cebu         |
| Đông Á  | E–H  | Jeonbuk Hyundai Motors | Selangor          | Lion City Sailors | Tampines Rovers |
| Đông Á  | E–H  | Chiết Giang            | Nam Định          | Muangthong United | Persib Bandung  |

Chú thích
- ACLE: Đội thua vòng play-off AFC Champions League Elite
- PS: Đội thắng vòng sơ loại

## Thể thức
Ở vòng bảng, các đội thi đấu theo thể thức vòng tròn tính điểm hai lượt trên sân nhà và sân khách. Hai đội đầu bảng lọt vào vòng 16 đội của vòng đấu loại trực tiếp.

### Các tiêu chí
Các đội được xếp hạng theo điểm (3 điểm cho một trận thắng, 1 điểm cho một trận hòa, 0 điểm cho một trận thua). Nếu hai đội bằng điểm, các tiêu chí sau đây sẽ được áp dụng theo thứ tự từ trên xuống dưới (Điều lệ mục 8.3):
1. Điểm trong các trận đối đầu trực tiếp giữa các đội bằng điểm;
2. Hiệu số bàn thắng thua trong các trận đối đầu trực tiếp giữa các đội bằng điểm;
3. Số bàn thắng ghi được trong các trận đối đầu trực tiếp giữa các đội bằng điểm;
4. Nếu có nhiều hơn hai đội bằng điểm, và sau khi áp dụng các tiêu chí trên, một nhóm nhỏ các đội vẫn bằng nhau, tất cả các tiêu chí ở trên lại được áp dụng riêng cho nhóm này;
5. Hiệu số bàn thắng thua trong các trận đấu bảng;
6. Số bàn thắng ghi được trong các trận đấu bảng;
7. Sút luân lưu nếu chỉ có hai đội bằng các chỉ số phụ trên và họ gặp nhau ở trận cuối của vòng bảng;
8. Điểm thẻ phạt (thẻ vàng = –1 điểm, thẻ đỏ gián tiếp do hai thẻ vàng = –3 điểm, thẻ đỏ trực tiếp = –3 điểm, thẻ vàng và thẻ đỏ trực tiếp = –4 điểm);
9. Bốc thăm.

## Lịch thi đấu
Lịch thi đấu của vòng bảng như sau.
| Vòng       | Các ngày                | Các ngày                |
| Vòng       | Khu vực phía Tây        | Khu vực phía Đông       |
| ---------- | ----------------------- | ----------------------- |
| Lượt đấu 1 | 17–18 tháng 9 năm 2024  | 18–19 tháng 9 năm 2024  |
| Lượt đấu 2 | 1–2 tháng 10 năm 2024   | 2–3 tháng 10 năm 2024   |
| Lượt đấu 3 | 22–23 tháng 10 năm 2024 | 23–24 tháng 10 năm 2024 |
| Lượt đấu 4 | 5–6 tháng 11 năm 2024   | 6–7 tháng 11 năm 2024   |
| Lượt đấu 5 | 26–27 tháng 11 năm 2024 | 27–28 tháng 11 năm 2024 |
| Lượt đấu 6 | 3–4 tháng 12 năm 2024   | 4–5 tháng 12 năm 2024   |

## Các bảng đấu
Lịch thi đấu chi tiết được công bố vào ngày 16 tháng 8 năm 2024 sau buổi lễ bốc thăm.

### Tây Á

#### Bảng A
| VT | Đội            | ST | T | H | B | BT | BB | HS  | Đ  | Giành quyền tham dự |  | TRA   | WAK    | RAV   | MBS    |
| -- | -------------- | -- | - | - | - | -- | -- | --- | -- | ------------------- |  | ----- | ------ | ----- | ------ |
| 1  | Tractor        | 4  | 3 | 1 | 0 | 16 | 4  | +12 | 10 | Lọt vào vòng 16 đội |  | —     | 27 Nov | 6 Nov | 2 Oct  |
| 2  | Al-Wakrah      | 4  | 1 | 1 | 2 | 4  | 8  | −4  | 4  | Lọt vào vòng 16 đội |  | 0–3   | —      | 4 Dec | 6 Nov  |
| 3  | Ravshan Kulob  | 4  | 1 | 0 | 3 | 3  | 11 | −8  | 3  |                     |  | 1–3   | 0–1    | —     | 27 Nov |
| 4  | Mohun Bagan SG | 0  | 0 | 0 | 0 | 0  | 0  | 0   | 0  | Bỏ cuộc             |  | 4 Dec | 23 Oct | 0–0   | —      |

1. ↑  Vào ngày 7 tháng 10 năm 2024, AFC thông báo Mohun Bagan SG rút lui khỏi AFC Champions League Two sau khi câu lạc bộ này không thể di chuyển tới Tabriz cho trận đấu gặp Tractor.[6]

| Mohun Bagan SG | Hủy kết quả (0–0) | Ravshan Kulob |
| -------------- | ----------------- | ------------- |
|                | Chi tiết          |               |

| Al-Wakrah | 0–3      | Tractor                                       |
| --------- | -------- | --------------------------------------------- |
|           | Chi tiết | - Štrkalj 13' - Torabi 16' - Hosseinzadeh 38' |

Vào ngày 25 tháng 9 năm 2024, trận đấu được phân định là xử thua cho Al-Wakrah sau khi đội chủ nhà sử dụng một cầu thủ bị treo giò thi đấu trên sân.
| Ravshan Kulob | 0–1      | Al-Wakrah       |
| ------------- | -------- | --------------- |
|               | Chi tiết | Gelson Dala 45' |

| Tractor | Hủy | Mohun Bagan SG |
| ------- | --- | -------------- |
|         |     |                |

Trận đấu đã bị Liên đoàn bóng đá châu Á (AFC) hủy bỏ do Mohan Bagan SG từ chối di chuyển đến Tabriz, Iran vì lý do an ninh, cùng với khuyến cáo của Đại sứ quán Cộng hòa Ấn Độ tại Tehran, Iran do quá trình quốc tang của nhà lãnh đạo Hezbollah Hassan Nasrallah. Vào ngày 7 tháng 10, AFC thông báo Mohun Bagan SG đã xem xét để rút lui khỏi AFC Champions League Two.
| Mohun Bagan SG | Hủy | Al-Wakrah |
| -------------- | --- | --------- |
|                |     |           |

| Ravshan Kulob   | 1–3      | Tractor                               |
| --------------- | -------- | ------------------------------------- |
| - Mawutor 90+2' | Chi tiết | - Hosseinzadeh 26', 32' - Štrkalj 80' |

| Tractor | 7–0 | Ravshan Kulob |
| --- | --- | ------------- |
| - K. Nazarov 4' (l.n.) - S. Cikalleshi 14', 25' (ph.đ.), 27' - Hosseinzadeh 45+2', 69' - Ricardo Alves 49' (ph.đ.) |     |               |

| Al-Wakrah | Hủy | Mohun Bagan SG |
| --------- | --- | -------------- |
|           |     |                |

| Ravshan Kulob | Hủy | Mohun Bagan SG |
| ------------- | --- | -------------- |
|               |     |                |

| Tractor                                   | 3–3 | Al-Wakrah                                        |
| ----------------------------------------- | --- | ------------------------------------------------ |
| - Hosseinzadeh 45' - Hashemnejad 75', 87' |     | - R. Gomes 4' - A. Mukhtar 51' - Geoson Dala 69' |

| Mohun Bagan SG | Hủy | Tractor |
| -------------- | --- | ------- |
|                |     |         |

| Al-Wakrah | 0–2 | Ravshan Kulob               |
| --------- | --- | --------------------------- |
|           |     | - Khaitov 55' - Safarov 81' |

#### Bảng B
| VT | Đội               | ST | T | H | B | BT | BB | HS  | Đ  | Giành quyền tham dự |     | TAA | KHA | AFC | ALT |
| -- | ----------------- | -- | - | - | - | -- | -- | --- | -- | ------------------- | --- | --- | --- | --- | --- |
| 1  | Al-Taawoun        | 6  | 5 | 0 | 1 | 13 | 6  | +7  | 15 | Lọt vào vòng 16 đội |     | —   | 3–2 | 1–2 | 2–1 |
| 2  | Al-Khaldiya       | 6  | 4 | 0 | 2 | 14 | 7  | +7  | 12 | Lọt vào vòng 16 đội |     | 2–3 | —   | 1–2 | 1–0 |
| 3  | Al-Quwa Al-Jawiya | 6  | 3 | 0 | 3 | 8  | 9  | −1  | 9  |                     |     | 2–1 | 1–2 | —   | 2–1 |
| 4  | Altyn Asyr        | 6  | 0 | 0 | 6 | 2  | 15 | −13 | 0  |                     | 1–2 | 0–1 | 2–1 | —   |     |

| Al-Khaldiya                      | 2–3      | Al Taawoun                    |
| -------------------------------- | -------- | ----------------------------- |
| - Al-Aswad 33' - Abduljabbar 79' | Chi tiết | - Barrow 1', 29' - Flávio 51' |

| Al-Quwa Al-Jawiya            | 2–1      | Altyn Asyr    |
| ---------------------------- | -------- | ------------- |
| - C. Salazar 50' - Ahmed 88' | Chi tiết | - Annaýew 70' |

| Altyn Asyr | 0–1      | Al-Khaldiya       |
| ---------- | -------- | ----------------- |
|            | Chi tiết | Bellatreche 45+4' |

| Al Taawoun     | 1–2      | Al-Quwa Al-Jawiya                |
| -------------- | -------- | -------------------------------- |
| João Pedro 62' | Chi tiết | - Isaiah 45+1' - Abdul Ameer 48' |

| Al Taawoun                  | 2–1      | Altyn Asyr           |
| --------------------------- | -------- | -------------------- |
| - Pedro 45+2' - Mandash 47' | Chi tiết | - Myratberdiyýew 58' |

| Al-Quwa Al-Jawiya     | 1–2      | Al-Khaldiya            |
| --------------------- | -------- | ---------------------- |
| - Abbas 90+6' (ph.đ.) | Chi tiết | - Al-Humaidan 31', 74' |

| Altyn Asyr | 0–4 | Al Taawoun                                     |
| ---------- | --- | ---------------------------------------------- |
|            |     | - Barrow 36', 67' - Mandash 40' - Bahusayn 88' |

| Al-Khaldiya                                     | 4–1 | Al-Quwa Al-Jawiya |
| ----------------------------------------------- | --- | ----------------- |
| - Al-Aswad 4', 56', 90' (ph.đ.) - D. Ismael 52' |     | - Abbas 79'       |

| Altyn Asyr | 0–2 | Al-Quwa Al-Jawiya                  |
| ---------- | --- | ---------------------------------- |
|            |     | - Nurmuradow 7' (l.n.) - Ahmed 31' |

| Al Taawoun                    | 2–1 | Al-Khaldiya    |
| ----------------------------- | --- | -------------- |
| - Al-Hosawi 31' - Mandash 55' |     | - Al-Aswad 39' |

| Al-Khaldiya                                   | 4–0 | Altyn Asyr |
| --------------------------------------------- | --- | ---------- |
| - Abduljabbar 10' - Bellatreche 47', 54', 89' |     |            |

| Al-Quwa Al-Jawiya | 0–1 | Al Taawoun    |
| ----------------- | --- | ------------- |
|                   |     | - Girotto 48' |

#### Bảng C
| VT | Đội       | ST | T | H | B | BT | BB | HS  | Đ  | Giành quyền tham dự |     | SHJ      | WHD | SEP | IST |
| -- | --------- | -- | - | - | - | -- | -- | --- | -- | ------------------- | --- | -------- | --- | --- | --- |
| 1  | Sharjah   | 6  | 4 | 1 | 1 | 13 | 8  | +5  | 13 | Lọt vào vòng 16 đội |     | —        | 2–2 | 3–1 | 1–0 |
| 2  | Al-Wehdat | 6  | 3 | 2 | 1 | 8  | 7  | +1  | 11 | Lọt vào vòng 16 đội |     | 2–2      | —   | 2–1 | 1–0 |
| 3  | Sepahan   | 6  | 3 | 1 | 2 | 12 | 7  | +5  | 10 |                     |     | 1–35 Nov | 1–2 | —   | 4–0 |
| 4  | Istiklol  | 6  | 0 | 0 | 6 | 1  | 12 | −11 | 0  |                     | 0–1 | 0–1      | 0–4 | —   |     |

| Al-Wehdat               | 2–1      | Sepahan      |
| ----------------------- | -------- | ------------ |
| - Gueye 22' - Sabra 55' | Chi tiết | - Hanonov 9' |

| Istiklol | 0–1      | Sharjah     |
| -------- | -------- | ----------- |
|          | Chi tiết | - Firas 72' |

| Sepahan                                       | 4–0      | Istiklol |
| --------------------------------------------- | -------- | -------- |
| - Kamara 40' - Aghaeipour 43', 46' - Dabo 76' | Chi tiết |          |

| Sharjah                     | 2–2      | Al-Wehdat        |
| --------------------------- | -------- | ---------------- |
| - Alcácer 9' - Nejašmić 66' | Chi tiết | - Gueye 28', 62' |

| Sharjah                                 | 3–1      | Sepahan        |
| --------------------------------------- | -------- | -------------- |
| - Camara 26' - Luanzinho 70' - Caio 90' | Chi tiết | - Limouchi 51' |

| Istiklol | 0–1      | Al-Wehdat    |
| -------- | -------- | ------------ |
|          | Chi tiết | - Faisal 51' |

| Sepahan                                         | 3–1 | Sharjah         |
| ----------------------------------------------- | --- | --------------- |
| - Hazbavi 12' - Yousefi 45+3' - Agheipour 90+1' |     | - Luanzinho 61' |

| Al-Wehdat   | 1–0 | Istiklol |
| ----------- | --- | -------- |
| - Gueye 77' |     |          |

| Sharjah                                         | 3–1 | Istiklol         |
| ----------------------------------------------- | --- | ---------------- |
| - Luanzinho 21' - Camara 30' - Caio 58' (ph.đ.) |     | - Panjshanbe 24' |

| Sepahan       | 1–1 | Al-Wehdat               |
| ------------- | --- | ----------------------- |
| - N'Zonzi 63' |     | - Shelbaieh 44' (ph.đ.) |

| Al-Wehdat    | 1–3 | Sharjah                         |
| ------------ | --- | ------------------------------- |
| - Afaneh 38' |     | - Caio 31' - Luanzinho 47', 67' |

| Istiklol | 0–2 | Sepahan                           |
| -------- | --- | --------------------------------- |
|          |     | - Karimi 55' (ph.đ.) - Kamara 80' |

#### Bảng D
| VT | Đội              | ST | T | H | B | BT | BB | HS | Đ  | Giành quyền tham dự |     | SAH | HUS | KSC | NAS |
| -- | ---------------- | -- | - | - | - | -- | -- | -- | -- | ------------------- | --- | --- | --- | --- | --- |
| 1  | Shabab Al-Ahli   | 6  | 4 | 1 | 1 | 17 | 11 | +6 | 13 | Lọt vào vòng 16 đội |     | —   | 3–1 | 4–1 | 1–2 |
| 2  | Al-Hussein Irbid | 6  | 3 | 1 | 2 | 11 | 11 | 0  | 10 | Lọt vào vòng 16 đội |     | 1–3 | —   | 2–1 | 2–1 |
| 3  | Al-Kuwait        | 6  | 1 | 3 | 2 | 9  | 12 | −3 | 6  |                     |     | 1–4 | 1–2 | —   | 0–0 |
| 4  | Nasaf            | 6  | 1 | 1 | 4 | 7  | 10 | −3 | 4  |                     | 2–1 | 1–2 | 0–0 | —   |     |

| Shabab Al Ahli                              | 3–1      | Al-Hussein Irbid |
| ------------------------------------------- | -------- | ---------------- |
| - Ezatolahi 20' - Azmoun 45' - Mateusão 87' | Chi tiết | - Nasib 90+5'    |

| Al-Kuwait | 0–0      | Nasaf |
| --------- | -------- | ----- |
|           | Chi tiết |       |

| Nasaf              | 2–1      | Shabab Al Ahli |
| ------------------ | -------- | -------------- |
| Marušić 83', 90+2' | Chi tiết | Mateusão 19'   |

| Al-Hussein Irbid          | 2–1      | Al-Kuwait  |
| ------------------------- | -------- | ---------- |
| - Ndiaye 32' - Al-Haj 74' | Chi tiết | Marhoon 6' |

| Shabab Al Ahli                                                  | 4–1      | Al-Kuwait    |
| --------------------------------------------------------------- | -------- | ------------ |
| - Dabbur 9' - Mateusão 45+3' (ph.đ.) - Abdalla 61' - Khamis 65' | Chi tiết | - Nasser 85' |

| Al-Hussein Irbid    | 2–1      | Nasaf            |
| ------------------- | -------- | ---------------- |
| - Al-Haj 87', 90+1' | Chi tiết | - da Silva 90+5' |

| Nasaf             | 1–2 | Al-Hussein Irbid   |
| ----------------- | --- | ------------------ |
| - Mukhiddinov 23' |     | - Reziq 31', 45+3' |

| Al-Kuwait                             | 3–3 | Shabab Al Ahli                                |
| ------------------------------------- | --- | --------------------------------------------- |
| - Zola 38' - Marhoon 42' - Fattah 71' |     | - Cartabia 34' - Bala 68' - Milivojevic 90+1' |

| Nasaf         | 1–2 | Al-Kuwait                          |
| ------------- | --- | ---------------------------------- |
| - Marusic 43' |     | - Jabrane 47' (ph.đ.) - Fattah 55' |

| Al-Hussein Irbid             | 2–3 | Shabab Al Ahli                          |
| ---------------------------- | --- | --------------------------------------- |
| - Jalboush 5' - Al-Mardi 15' |     | - Azmoun 42' - Renan 87' - Dabbur 90+1' |

| Shabab Al Ahli                   | 3–2 | Nasaf                        |
| -------------------------------- | --- | ---------------------------- |
| - Mateusão 23' - Azmoun 32', 34' |     | - Mozgovoy 30' - Marusic 45' |

| Al-Kuwait                        | 2–2 | Al-Hussein Irbid               |
| -------------------------------- | --- | ------------------------------ |
| - Khenissi 56' - Al-Kharqawi 89' |     | - Haddad 23' - Dara 66' (l.n.) |

### Đông Á

#### Bảng E
| VT | Đội                 | ST | T | H | B | BT | BB | HS  | Đ  | Giành quyền tham dự |     | SFR | SYD | KAY | EAS |
| -- | ------------------- | -- | - | - | - | -- | -- | --- | -- | ------------------- | --- | --- | --- | --- | --- |
| 1  | Sanfrecce Hiroshima | 6  | 5 | 1 | 0 | 14 | 5  | +9  | 16 | Lọt vào vòng 16 đội |     | —   | 2–1 | 3–0 | 3–2 |
| 2  | Sydney FC           | 6  | 4 | 0 | 2 | 17 | 6  | +11 | 12 | Lọt vào vòng 16 đội |     | 1–2 | —   | 4–1 | 5–0 |
| 3  | Kaya–Iloilo         | 6  | 1 | 1 | 4 | 6  | 14 | −8  | 4  |                     |     | 0–3 | 1–4 | —   | 1–2 |
| 4  | Eastern             | 6  | 1 | 0 | 5 | 7  | 19 | −12 | 3  |                     | 2–3 | 0–5 | 2–1 | —   |     |

| Sanfrecce Hiroshima                                 | 3–0      | Kaya–Iloilo |
| --------------------------------------------------- | -------- | ----------- |
| - Douglas Vieira 37' - Paciência 54' - O. Iyoha 64' | Chi tiết |             |

| Sydney FC                                                                       | 5–0      | Đông Phương |
| ------------------------------------------------------------------------------- | -------- | ----------- |
| - Ouahim 32', 55' - Grant 44' - Almazan 64' (l.n.) - Leung Chun Pong 71' (l.n.) | Chi tiết |             |

| Kaya–Iloilo  | 1–4      | Sydney FC                                          |
| ------------ | -------- | -------------------------------------------------- |
| Horikoshi 3' | Chi tiết | - Lolley 26' - Klimala 59', 63' - Amanatidis 90+5' |

| Đông Phương               | 2–3      | Sanfrecce Hiroshima                          |
| ------------------------- | -------- | -------------------------------------------- |
| - Almazan 7' - Baffoe 46' | Chi tiết | - Matsumoto 40' - Nakajima 41' - Araki 90+5' |

| Sanfrecce Hiroshima          | 2–1      | Sydney FC     |
| ---------------------------- | -------- | ------------- |
| - Higashi 20' - Sotiriou 55' | Chi tiết | - Segecic 90' |

| Kaya–Iloilo              | 1–2      | Đông Phương               |
| ------------------------ | -------- | ------------------------- |
| - Yamazaki 45+2' (ph.đ.) | Chi tiết | - Gondra 28' - Baffoe 78' |

| Sydney FC | 0–1 | Sanfrecce Hiroshima |
| --------- | --- | ------------------- |
|           |     | - Mutsuki 60'       |

| Đông Phương  | 1–2 | Kaya–Iloilo                                 |
| ------------ | --- | ------------------------------------------- |
| - Gondra 70' |     | - Horikoshi 32' (ph.đ.) - Mendy 86' (ph.đ.) |

| Đông Phương  | 1–4 | Sydney FC                                     |
| ------------ | --- | --------------------------------------------- |
| - Baffoe 49' |     | - Ouahim 5', 45+1', 62' (ph.đ.) - Klimala 17' |

| Kaya–Iloilo  | 1–1 | Sanfrecce Hiroshima |
| ------------ | --- | ------------------- |
| - Komaki 18' |     | - Inoue 68'         |

| Sanfrecce Hiroshima                                      | 4–1 | Đông Phương |
| -------------------------------------------------------- | --- | ----------- |
| - Aoyama 36' - Paciência 53' - Komaki 57' - Sotiriou 73' |     | - Yuhei 10' |

| Sydney FC                                  | 3–1 | Kaya–Iloilo |
| ------------------------------------------ | --- | ----------- |
| - Segecic 38' - Wood 45+2' - Kucharski 75' |     | - Mendy 85' |

#### Bảng F
| VT | Đội               | ST | T | H | B | BT | BB | HS | Đ  | Giành quyền tham dự |     | LCS | POR | ZHP | PSB |
| -- | ----------------- | -- | - | - | - | -- | -- | -- | -- | ------------------- | --- | --- | --- | --- | --- |
| 1  | Lion City Sailors | 6  | 3 | 1 | 2 | 15 | 11 | +4 | 10 | Lọt vào vòng 16 đội |     | —   | 3–1 | 2–0 | 1–1 |
| 2  | Port              | 6  | 3 | 1 | 2 | 9  | 11 | −2 | 10 | Lọt vào vòng 16 đội |     | 1–3 | —   | 1–0 | 1–0 |
| 3  | Chiết Giang       | 6  | 3 | 0 | 3 | 10 | 10 | 0  | 9  |                     |     | 0–2 | 0–1 | —   | 1–0 |
| 4  | Persib Bandung    | 6  | 1 | 2 | 3 | 9  | 11 | −2 | 5  |                     | 1–1 | 0–1 | 0–1 | —   |     |

| Persib Bandung | 0–1      | Port         |
| -------------- | -------- | ------------ |
|                | Chi tiết | - Willen 89' |

| Lion City Sailors           | 2–0      | Chiết Giang |
| --------------------------- | -------- | ----------- |
| - Harun 44' - Lestienne 79' | Chi tiết |             |

| Chiết Giang   | 1–0      | Persib Bandung |
| ------------- | -------- | -------------- |
| - Kouassi 71' | Chi tiết |                |

| Port         | 1–0      | Chiết Giang |
| ------------ | -------- | ----------- |
| - Amorim 69' | Chi tiết |             |

| Persib Bandung | 1–1      | Lion City Sailors |
| -------------- | -------- | ----------------- |
| - Tyronne 43'  | Chi tiết | - Wright 49'      |

| Port         | 1–3 | Lion City Sailors               |
| ------------ | --- | ------------------------------- |
| - Noboru 55' |     | - Anuar 14', 17' - Ui-young 65' |

| Lion City Sailors          | 2–3 | Persib Bandung                              |
| -------------------------- | --- | ------------------------------------------- |
| - Anuar 9' - Lestienne 23' |     | - David 82' - Kocijan 90+3' - Tyronne 90+5' |

| Chiết Giang       | 1–2 | Port                         |
| ----------------- | --- | ---------------------------- |
| - Andrijasevic 7' |     | - Doumbouya 54' - Amorim 90' |

| Chiết Giang                                                            | 4–2 | Lion City Sailors                   |
| ---------------------------------------------------------------------- | --- | ----------------------------------- |
| - Andrijasevic 65' (ph.đ.) - Zheng'ao 69' - Kouassi 86' - Yudong 90+4' |     | - Datkovic 45+4' - Andrijasevic 62' |

| Port                 | 2–2 | Persib Bandung                       |
| -------------------- | --- | ------------------------------------ |
| - Doumbouya 18', 31' |     | - Ferreira 17' (ph.đ.) - David 90+5' |

| Persib Bandung                                  | 3–4 | Chiết Giang                                |
| ----------------------------------------------- | --- | ------------------------------------------ |
| - Putra 31' - David 70' - Tyronne 90+5' (ph.đ.) |     | - Andrijasevic 15', 39' - Kouassi 22', 58' |

| Lion City Sailors                               | 5–2 | Port                      |
| ----------------------------------------------- | --- | ------------------------- |
| - Ui-young 1', 36', 67' - Anuar 71' - Thy 90+9' |     | - Amorim 50' - Putros 52' |

#### Bảng G
| VT | Đội             | ST | T | H | B | BT | BB | HS  | Đ  | Giành quyền tham dự |     | BKU | NDI | TAM | LMC |
| -- | --------------- | -- | - | - | - | -- | -- | --- | -- | ------------------- | --- | --- | --- | --- | --- |
| 1  | Bangkok United  | 6  | 4 | 1 | 1 | 12 | 6  | +6  | 13 | Lọt vào vòng 16 đội |     | —   | 3–2 | 4–2 | 1–0 |
| 2  | Nam Định        | 6  | 3 | 2 | 1 | 13 | 8  | +5  | 11 | Lọt vào vòng 16 đội |     | 0–0 | —   | 3–3 | 2–0 |
| 3  | Tampines Rovers | 6  | 2 | 2 | 2 | 11 | 11 | 0   | 8  |                     |     | 2–4 | 3–3 | —   | 3–1 |
| 4  | Lee Man         | 6  | 0 | 1 | 5 | 2  | 13 | −11 | 1  |                     | 0–1 | 0–2 | 1–3 | —   |     |

| Lee Man | 0–2      | Nam Định                          |
| ------- | -------- | --------------------------------- |
|         | Chi tiết | - Rafaelson 27' - Lucas Silva 73' |

| Bangkok United                                        | 4–2      | Tampines Rovers      |
| ----------------------------------------------------- | -------- | -------------------- |
| - Al-Ghassani 45+3', 63' - Živković 77' - Jradi 90+5' | Chi tiết | - S. Kunori 53', 72' |

| Nam Định | 0–0      | Bangkok United |
| -------- | -------- | -------------- |
|          | Chi tiết |                |

| Tampines Rovers                                    | 3–1      | Lee Man        |
| -------------------------------------------------- | -------- | -------------- |
| - Kopitović 45+4' (ph.đ.) - Ramli 65' - Kunori 75' | Chi tiết | Li Ngai Hoi 4' |

| Lee Man | 0–1      | Bangkok United |
| ------- | -------- | -------------- |
|         | Chi tiết | - Jradi 28'    |

| Tampines Rovers                                | 3–3      | Nam Định                                           |
| ---------------------------------------------- | -------- | -------------------------------------------------- |
| - Shahiran 12' - S. Kunori 24' - Yamashita 62' | Chi tiết | - Rafaelson 32' - Mpande 42' - Nguyễn Tuấn Anh 76' |

| Nam Định                                           | 3–2 | Tampines Rovers                   |
| -------------------------------------------------- | --- | --------------------------------- |
| - Caio César 57' - Mpande 80' - Lucas Araujo 90+6' |     | - Amirul Adli 38' - S. Kunori 48' |

| Bangkok United                                               | 4–1 | Lee Man         |
| ------------------------------------------------------------ | --- | --------------- |
| - Živković 67', 90+3' - W.Jarunongkran 73' - Al-Ghassani 78' |     | - E.Camargo 41' |

| Nam Định                                                  | 3–0 | Lee Man |
| --------------------------------------------------------- | --- | ------- |
| - Lucas Silva 11' - Tô Văn Vũ 29' - Rafaelson 43' (ph.đ.) |     |         |

| Tampines Rovers | 1–0 | Bangkok United |
| --------------- | --- | -------------- |
| - S. Kunori 61' |     |                |

| Lee Man | 0–0 | Tampines Rovers |
| ------- | --- | --------------- |
|         |     |                 |

| Bangkok United                                             | 3–2 | Nam Định                     |
| ---------------------------------------------------------- | --- | ---------------------------- |
| - L. Adzic 35' - Al-Ghassani 45+2' (ph.đ.) - B. Jraldi 83' |     | - Rafaelson 29', 89' (ph.đ.) |

#### Bảng H
| VT | Đội                    | ST | T | H | B | BT | BB | HS  | Đ  | Giành quyền tham dự |     | JBH | MTU | SEL | DHC |
| -- | ---------------------- | -- | - | - | - | -- | -- | --- | -- | ------------------- | --- | --- | --- | --- | --- |
| 1  | Jeonbuk Hyundai Motors | 6  | 4 | 0 | 2 | 16 | 4  | +12 | 12 | Lọt vào vòng 16 đội |     | —   | 4–1 | 1–2 | 6–0 |
| 2  | Muangthong United      | 6  | 3 | 2 | 1 | 16 | 10 | +6  | 11 | Lọt vào vòng 16 đội |     | 1–4 | —   | 1–1 | 2–2 |
| 3  | Selangor               | 6  | 3 | 1 | 2 | 9  | 5  | +4  | 10 |                     |     | 2–1 | 1–1 | —   | 2–0 |
| 4  | DH Cebu                | 6  | 0 | 1 | 5 | 4  | 26 | −22 | 1  |                     | 0–6 | 2–2 | 0–2 | —   |     |

| Muangthong United | 1–1      | Selangor        |
| ----------------- | -------- | --------------- |
| - Purachet 54'    | Chi tiết | - Fernández 47' |

| DH Cebu | 0–6      | Jeonbuk Hyundai Motors                                                                                             |
| ------- | -------- | --- |
|         | Chi tiết | - Jin Tae-ho 15' - Kim Chang-hoon 36' - Moon Seon-min 45+1' - Park Jae-yong 49' - Yu Je-ho 74' - Park Chae-jun 77' |

| Jeonbuk Hyundai Motors                                        | 4–1      | Muangthong United |
| ------------------------------------------------------------- | -------- | ----------------- |
| - Moon Seon-min 50', 59' - Lee Yeong-jae 55' - Jin Tae-ho 84' | Chi tiết | - Panthong 66'    |

| Selangor     | 1–0      | DH Cebu |
| ------------ | -------- | ------- |
| - Orozco 10' | Chi tiết |         |

| Selangor                 | 2–1      | Jeonbuk Hyundai Motors |
| ------------------------ | -------- | ---------------------- |
| - Haiqal 31' - Olwan 33' | Chi tiết | - Kwon Chang-hoon 40'  |

| Muangthong United         | 2–2      | DH Cebu                    |
| ------------------------- | -------- | -------------------------- |
| - Forbes 53' - Roback 79' | Chi tiết | - Goutier 16' - Hama 90+3' |

| DH Cebu            | 2–9 | Muangthong United                                                                              |
| ------------------ | --- | ---------------------------------------------------------------------------------------------- |
| - Mijland 20', 23' |     | - Forbes 7', 45+2' - Poramet 13', 45+5', 51' - Khamyok 37', 39' - Purachet 65' - Kraikruan 82' |

| Jeonbuk Hyundai Motors | 1–0 | Selangor |
| ---------------------- | --- | -------- |
| - Orobó 22'            |     |          |

| Jeonbuk Hyundai Motors                                                               | 4–0 | DH Cebu |
| ------------------------------------------------------------------------------------ | --- | ------- |
| - Lee Seung-ho 6' (ph.đ.) - Byung-Kwan Jeon 29' - Jeon Se-jin 52' - Song Min-kyu 73' |     |         |

| Selangor   | 1–2 | Muangthong United          |
| ---------- | --- | -------------------------- |
| - Cheng 5' |     | - Forbes 53' - Poramet 76' |

| DH Cebu | 0–4 | Selangor                                   |
| ------- | --- | ------------------------------------------ |
|         |     | - Orozco 44', 48' - Laine 57' - Fortes 79' |

| Muangthong United | 1–0 | Jeonbuk Hyundai Motors |
| ----------------- | --- | ---------------------- |
| - Purachet 45+1'  |     |                        |